# ブラキシズム
ブラキシズム（Bruxism）とは、睡眠時や覚醒時を問わず、歯を動的、若しくは静的にすり合わせたり、噛み締めたりする非機能性咬合習癖の一形態である。様々な動作を包括した広義の「歯ぎしり（歯軋り）」を指し、咬合神経症とも呼ばれる。
ブラキシズムは弄舌癖や咬唇癖のような無意識、無目的に行われる異常習癖と同様のものであり、動作が行われる際には咀嚼筋群の異常緊張と、それに伴う歯および歯周組織への炎症性破壊、更に顎関節への異常な負荷がかかることにより関節円板の転位などが生じる場合もある。歯周組織の破壊により、歯軋りする人の6割以上が歯周病を併発していると言われる。ブラキシズムは誰にでも起こる。問題なのは頻度、強さ、持続時間である。知覚過敏、WSD、齲触、歯周病、顎関節症の発症原因と成り得る。

## 分類
ブラキシズムは、その動作形態により3つの型に分類されている。

### グラインディング
上下の歯を臼の如くすり合わせる運動（臼磨運動）を行う。ギシギシと音を立て、咬頭に異常な力が働くので、歯質の崩壊を招きやすい。睡眠時に多く、一般に呼ばれる「歯ぎしり」はグラインディングを指すことが多い。

### クレンチング
上下の歯を静的に強く噛み合わせる動作を言う。いわゆる「食いしばり」であり、覚醒時に無意識に発現していることが多く、自覚症状は勿論、他覚症状もほとんど無いために発見が遅れることがある。

### タッピング
上下の歯を動的にカチカチと噛み合わせる動作を言う。

## 頻度
夜間のブラキシズムの出現頻度は8 - 16%、昼間のブラキシズムを含めると8 - 34%と報告されている。しかし一過性のブラキシズムや日による変動が大きいため、調査、評価は困難である。

## 治療法
ブラキシズムの治療法としては咬合調整、薬物療法、バイオフィードバック療法、スプリント療法（マウスピース）、ストレスマネジメント療法（「ストレス管理」「ストレス対処」も参照）、呼吸法などのリラクゼーション法、などがある。